# 8048 Andrle
8048 Andrle è un asteroide della fascia principale. Scoperto nel 1995, presenta un'orbita caratterizzata da un semiasse maggiore pari a 3,0036103 UA e da un'eccentricità di 0,0697638, inclinata di 10,01076° rispetto all'eclittica.